# Alice Desgranges
Hortense Marie Eugénie Pellet dite Alice Ritter ou Alice Desgranges, née à Paris (ancien 2e arrondissement) le 21 septembre 1854, et morte à Paris 5e le 25 mai 1927, est une chanteuse française.

## Biographie
Compagne de Théodore Ritter, elle reste connue par une toile d'Edgar Degas de 1878 la représentant qui est conservée au Ordrupgaard museum de Copenhague, une estampe de Marcellin Desboutin (1875) et par un poème de Jules Barbey d'Aurevilly, A Madame A. Ritter Desgranges.